# Кала-Корейш
Кала-Корейш — упразднённое село в Дахадаевском районе Дагестана. Средневековая столица Кайтагского уцмийства — крупного феодального владения. Из основных достопримечательностей села Кала-Корейш выделяются мечеть (основана в ХI в.), мавзолей шейхов и караван-сарай. С развитием равнинного Дагестана в XVIII—XIX в. значимость Кала-Корейша стала падать, а при советской власти в 1940-е годы из него выселили последних жителей. Имеется кладбище, ставшее местом паломничества. На кладбище покоятся правители с XII по XIX век.
Сейчас Кала-Корейш представляет собой лабиринт из древних построек, террасами спускающихся с вершины горы, также присутствует восстановленный музей и усыпальница кайтагских уцмиев.

## География
Гора, на которой расположился аул, перехвачена двумя глубокими ущельями, на дне которых течёт Буган и другая речка. Обе речки сливаются на востоке от селения, уходя в реку Уллучай.
Гора ограничена со всех сторон отвесными скальными обнажениями. Лишь с западной стороны крепость соединена с окружающей системой гор. Это единственное направление, по которому можно проникнуть на территорию крепости. За перешейком и вокруг крепости возвышается живописная система гор, покрытая смешанными лесами.

## Население
| Год       | 1895 | 1908 | 1926 | 1939 |
| --------- | ---- | ---- | ---- | ---- |
| Население | 269  | 222  | 287  | 307  |

По данным Всесоюзной переписи населения 1926 года, в национальной структуре населения кайтагцы составляли 100 %

## История
По преданию, до прихода арабов село называлось Урцlмуц, оно располагалось на защищенном месте и было сильно укреплено, там жили свободолюбивые горцы, которые подчинялись лишь совету старейшин, который ежегодно избирался сельским джамаатом. После исламизации и переселения в село курайшитов село стало носить название «Кала-Курейш», что переводится как крепость курайшитов. В Кала-Корейше имелась крепость и оборонительные башни.

Кала-Корейш с VIII века являлся столицей Кайтагского уцмийства, «Тарих Дагестан» рассказывает о том, как корейшиты обосновались в Кайтаге, избрали себе резиденцию, основали Кала-Корейш: 
«Мусульмане поселились в этой области с радостью и в спокойствии. Престол Газанфара с гордостью и достоинством занял один из потомков шейха Ибрахима Абу Исхака (потомка Хамзы, дяди пророка) — эмир Чуфан. Он был первым, кто занял (престол) в вилайате Хайдак; он основал в Хайдаке большое число многолюдных селений и избрал своей резиденцией (дар ас-салтана) город Кала Курайш, расположенный на скале, над ущельями, при реке».
Таким образом, арабы, захватив Кайтаг, сменили домусульманского правителя, создали новую цепь «исламских центров», в том числе и новую столицу Кала-Корейш, с мусульманским правителем. Смена правителя сопровождалась сменой «языческих» представлений монотеистической идеей ислама, Кала-Корейш был источником постоянных газийских походов на соседние языческие племена. В XI—XII вв. Калакорейш — один из влиятельных политических и идеологических центров Кайтага. Именно к этому времени относится строительство превосходной мечети со штуковым михрабом. Именно к этому времени относится активная позиция кайтагского правителя в решении внутриполитических проблем Дагестана и его взаимоотношений с Ширваном.

В XV—XVI вв. Кайтаг занимал как собственно кайтагские земли с резиденцией в Кала-корейше, так и территорию севернее Табасарана в бассейнах рек Уллучай, Бутан, Артозен, Гамри-озень. В политической зависимости от уцмийства находилась часть лезгинских земель. Уже в конце XVI в. в отписке терского воеводы от 6 июля 1598 г. Федора Лобанова-Ростовского указан:
«кабак (селение прим.) Калакура, а в нём Усмый (уцмий) княз, у него с 500 человек конных, с 700 человек пеших».
Кала-Корейш оставался постоянной столицей уцмийства вплоть до середины 16 века. Оно также являлось частью вольного общества Гапш, существовавшего внутри уцмийства.

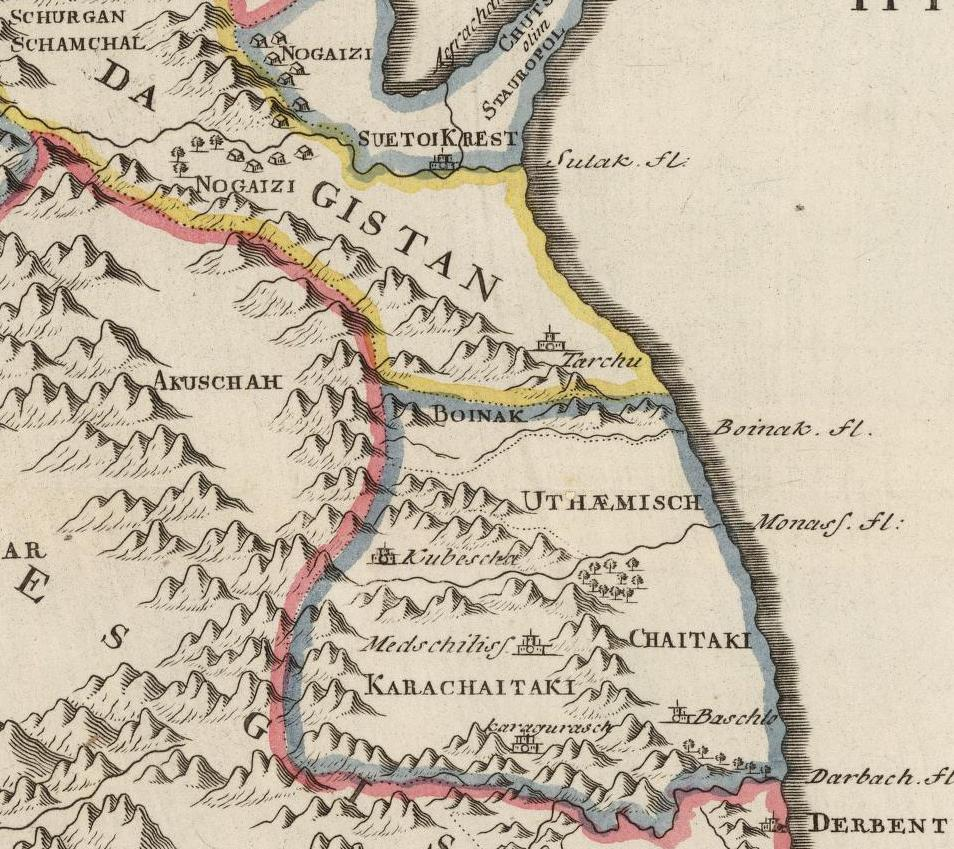
Кала-Корейш («Karaqurasch») на карте Гербера 1728 года

В ходе дагестанских походов Надир-шаха Кала-Корейш несколько раз подвергался нападениям. Один из них — осенью 1742 года. В селе прошла крупная эпидемия чумы, о чём свидетельствует древняя надпись в селе, датируемая не позже XIX веком, которая гласит: «Умерли жители Курайш-кала от чумы, так что осталось сорок из ста пятидесяти. После этого была возведена эта стена, а имамом их, когда это было сделано, был Али из Акуши. Владелец этого камня К-х Али Джамал».
В советский период, после депортации чеченцев, жители села были переселены в Шурагатский район. Когда чеченцев вернули в свои дома, кала-корейшцы ушли из Чечни, их поселили в Мамедкале, где ныне одна из улиц носит название Кала-Корейшская в память о переселении.

## Достопримечательности
Возвышенную центральную часть крепости занимают остатки джума-мечети, с северной стороны которой сохранилась небольшая сходная площадь. Огражденное стеной фамильное кладбище правителей примыкает к мечети с восточной стороны. По всему кладбищу возвышаются надмогильные каменные стелы тончайшей работы XIV—XIX вв. В начале XX века был воздвигнут мавзолей, увенчанный куполом. К остаткам культовых сооружений примыкают и наиболее крупные кварталы жилых нередко и двухэтажных сооружений.

## Название
«Традиция приписывает столице уцмийства арабское происхождение, и соответственно этой традиции дается объяснение обоим названиям столицы — Кара Курайш („селение Курайшитов“) и Кала Курайш („крепость корейшитов“)».
Доарабское название села Урцlмуц—Уркlмуц в народном понимании восходит к слову Уркlи, что значит «сердце» и означает якобы «главное поселение». Историк Мисрихан Маммаев предполагает происхождение от сочетания слов «Урга муза», что значит «срединная гора», это соответствует географическому положению села.
Калакорейшцы называли себя «аркмакинцами».

## Галерея

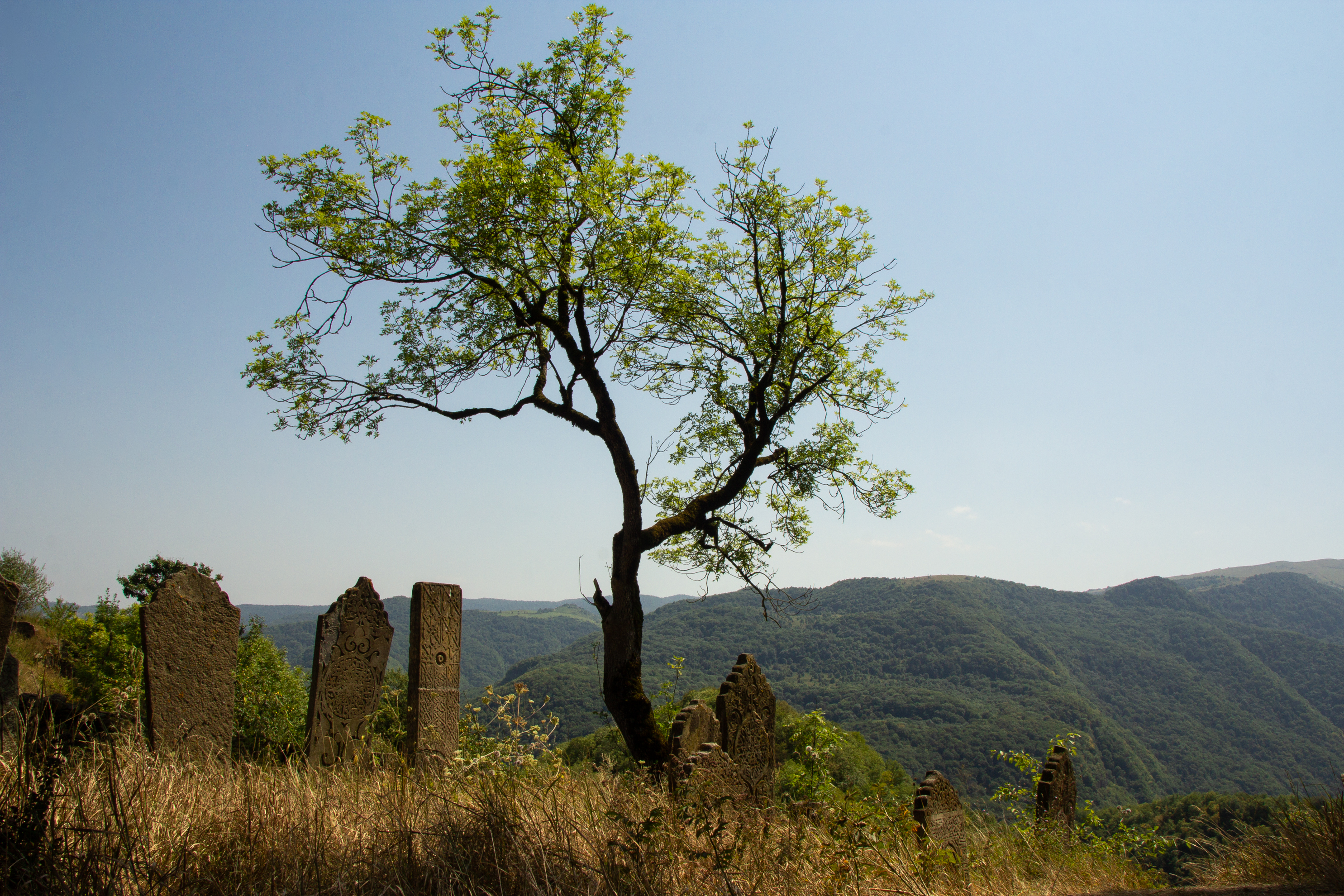
Кладбище уцмиев
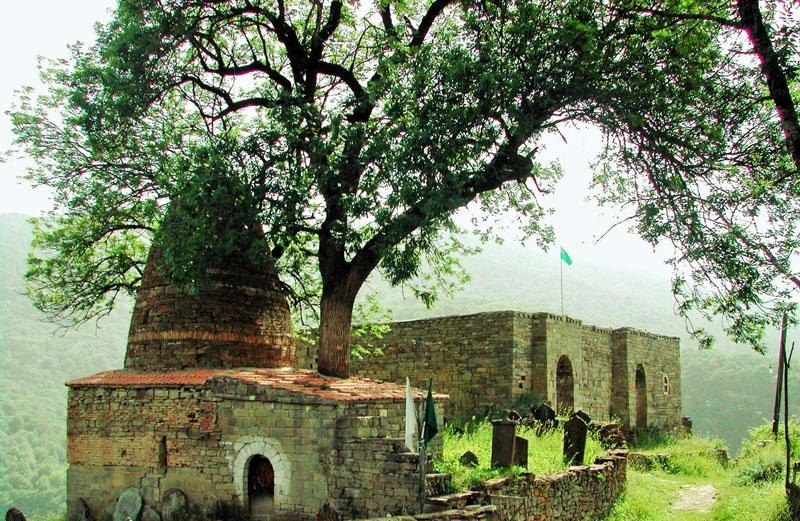
Усыпальница уцмиев
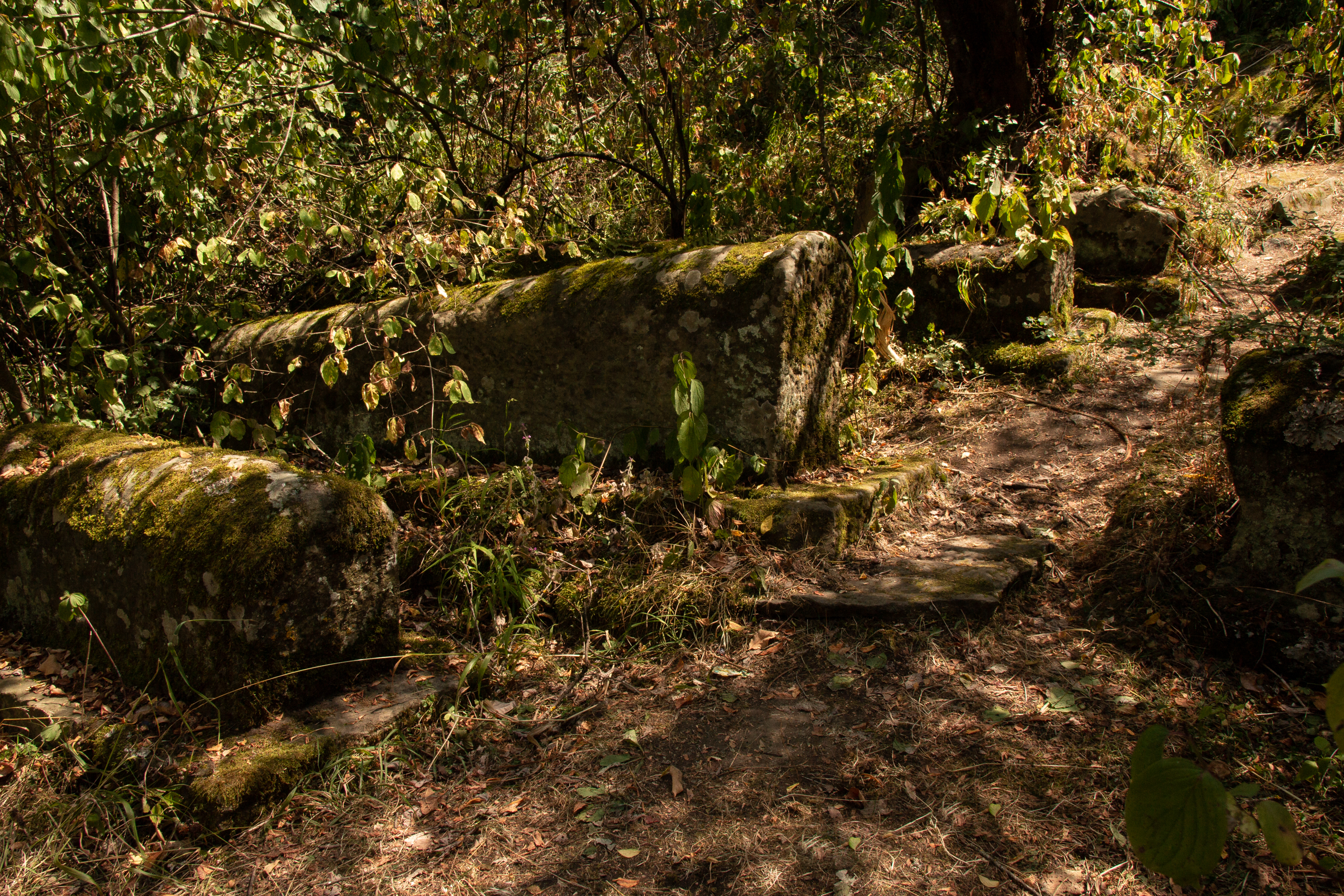
Кладбище арабских газиев
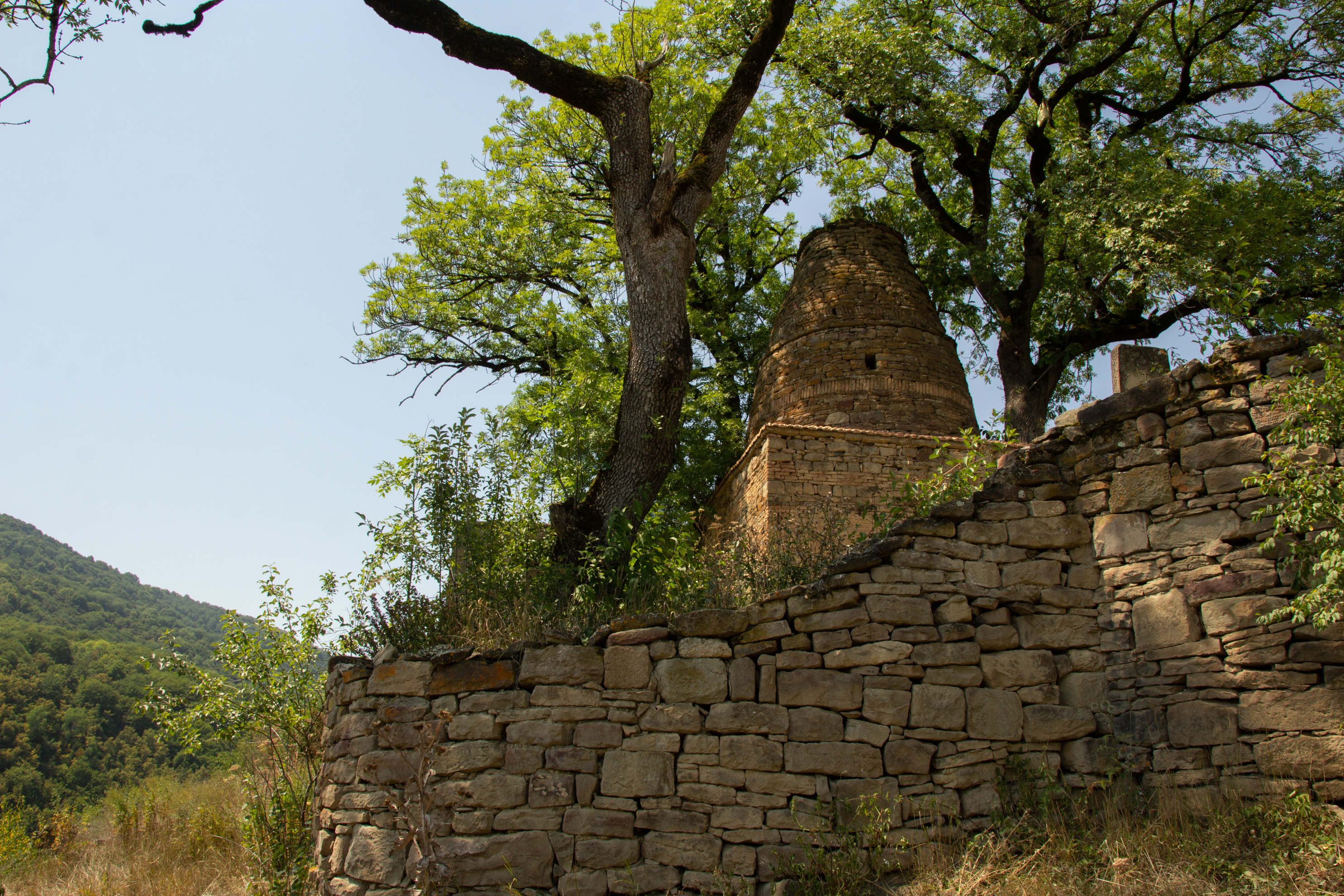
Джума-мечеть
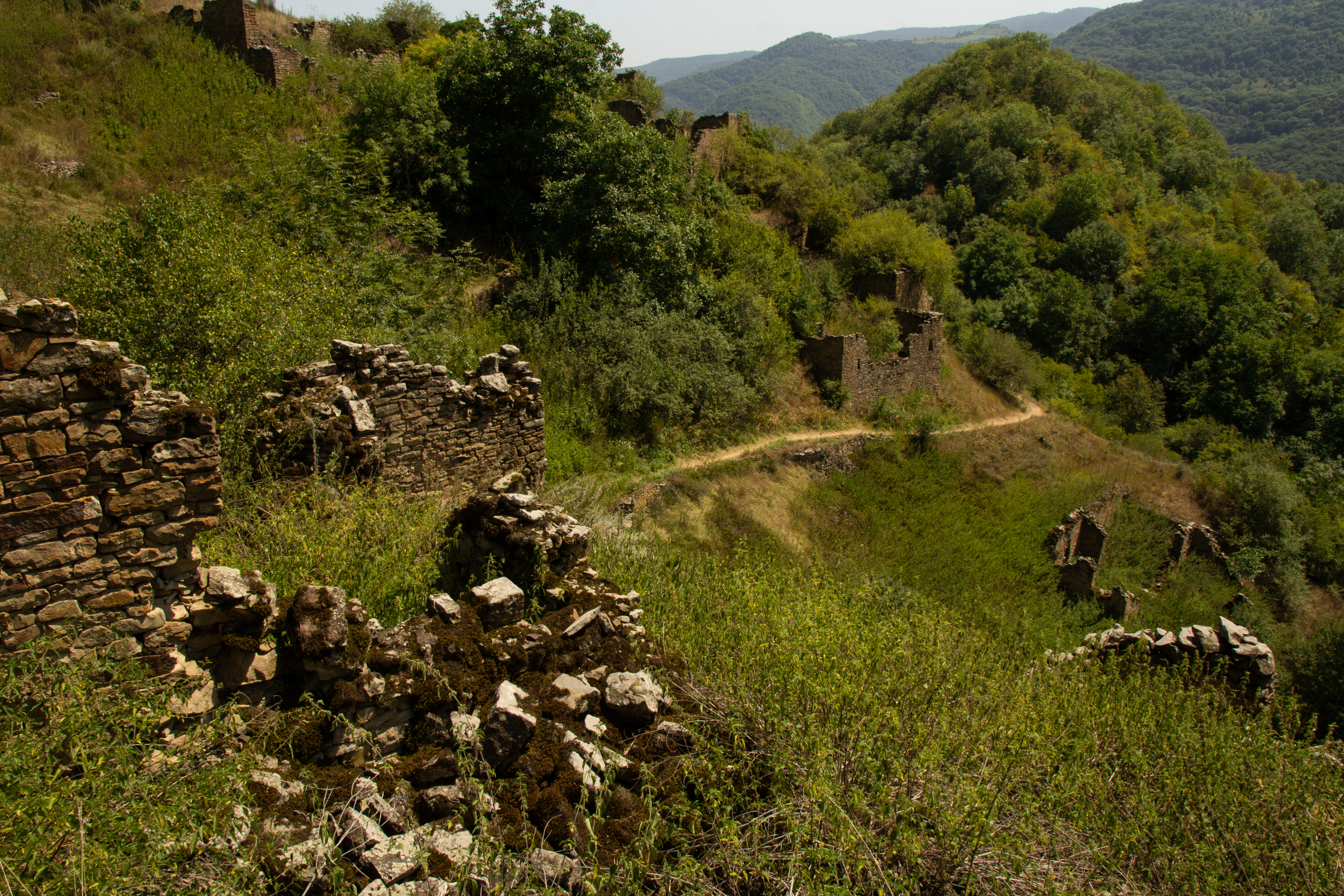
Окрестности